# Pestlasarettet

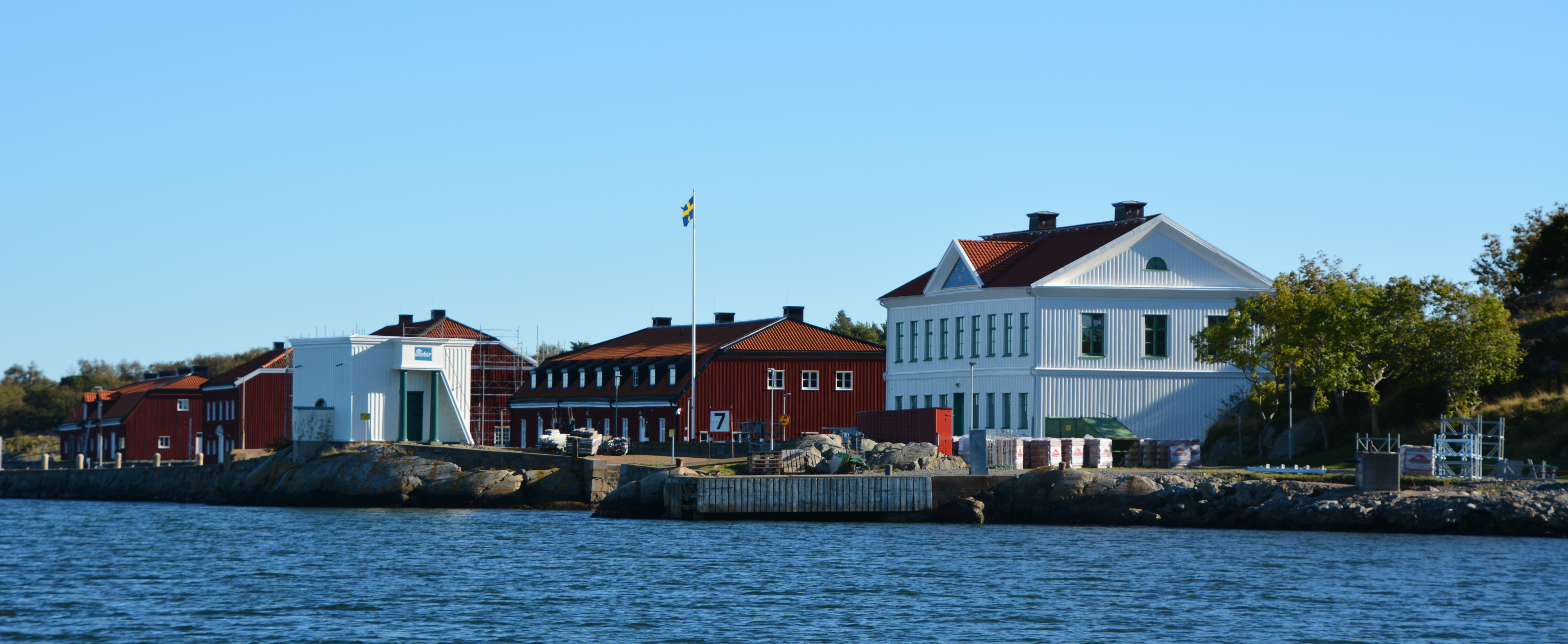
Pestlasarettet är den andra, delvis skymda, röda byggnaden från höger.

Pestlasarettet är en byggnad på Känsö karantänsanläggning på Känsö utanför Göteborg. Byggnaden förvaltas av Fortifikationsverket och är ett statligt byggnadsminne sedan den 10 november 1939.
Pestlasarettet var ursprungligen ett lasarett, som uppfördes 1817. Det är ett tvåvåningshus i tegel med sadeltak, som senare under 1800-talet kläddes med lockpanel och rödmålades med mörk falu rödfärg. Det är 26,5 meter långt och 11,5 meter brett.
Pestlasarettet ligger, liksom tre av karantänsstationens övriga byggnader, på en egen stenkista ute i en grund havsvik. Pestlasarettets stenkaj var ursprungligen förbunden med grannbyggnadernas kajer med vindbryggor. Smittade patienter från fartygen i karantän togs in med roddbåt i en kanal under huset och hissades sedan upp i en koj in i huset från roddbåten.
I sjukhuset fann på andra våningen åtta välventilerade sjuksalar med upp till fyra bäddar i varje sal. Varje rum hade en toalettstol, vilken spolades med uppumpat havsvatten. I undervåningen fanns badrum, behandlingsrum samt bostäder och andra utrymmen för personalen. På vinden fanns en pumpanordning för havsvatten och blyklädda träkar för vattnet.
Vid de tillfällen, då sjukhuset hade patienter, skedde förbindelsen med omvärlden från ett låst rum i den närmast liggande observationssjukhusbyggnaden, dit bara karantänsmästaren och läkaren hade nyckel. Där utväxlades förnödenheter till sjukhuset och dokument från sjukhuset, vilka senare rökades och doppades i ättika.
Patienterna fick byta rum varje dygn och rummen rengjordes och röktes. Det fanns en ringledning som patienten kunde använda för att få hjälp. En bricka föll ner på en nummertavla så personalen kunde se vem som hade ringt.
Byggnaden har senare använts som värnpliktsförläggning.